# Židovský hřbitov v Hliníku nad Váhom
Židovský hřbitov v Hliníku nad Váhom se nachází severně od obce na okraji lesíku, na břehu vážského kanálu. Hřbitov je obdélníkového tvaru a v minulosti ohrazen, ze západní strany jsou malé zbytky kamenné zdi, z jižní části je chráněn od cesty náletovými dřevinami; na východní straně bývala vstupní brána a malá branka, po kterých zůstaly jen betonové sloupy. Dominantou hřbitova je neoklasicistická hrobka rodiny barona Leopolda Poppera von Podhragy, zakladatele pivovaru v Bytči (jeho tělo se však v hrobce již nenachází).

## Rekonstrukce
Dlouhá léta nebyl udržován a také byl místem činnosti vandalů, zlodějů náhrobních kamenů a vykrádačů hrobek. Od té doby byl v katastrofálním stavu – náhrobky porozbíjené, rozkradené, poválené a zatlačené do země. V letech 2021 až 2022 byla provedena rekonstrukce, při které došlo k odstranění náletových dřevin, stabilizaci základů hrobky, vyčistění pohřební komory, která byla zaházena odpadky a její nové omítnutí. Také bylo znovu vztyčeno 30 povalených náhrobků. Torza polámaných náhrobků, které již nebylo možné postavit nad hroby, byla uložena na souvislou plochu, která má přibližně 16 m2. V roce 2023 byl hřbitov prohlášen za kulturní památku.

## Galerie

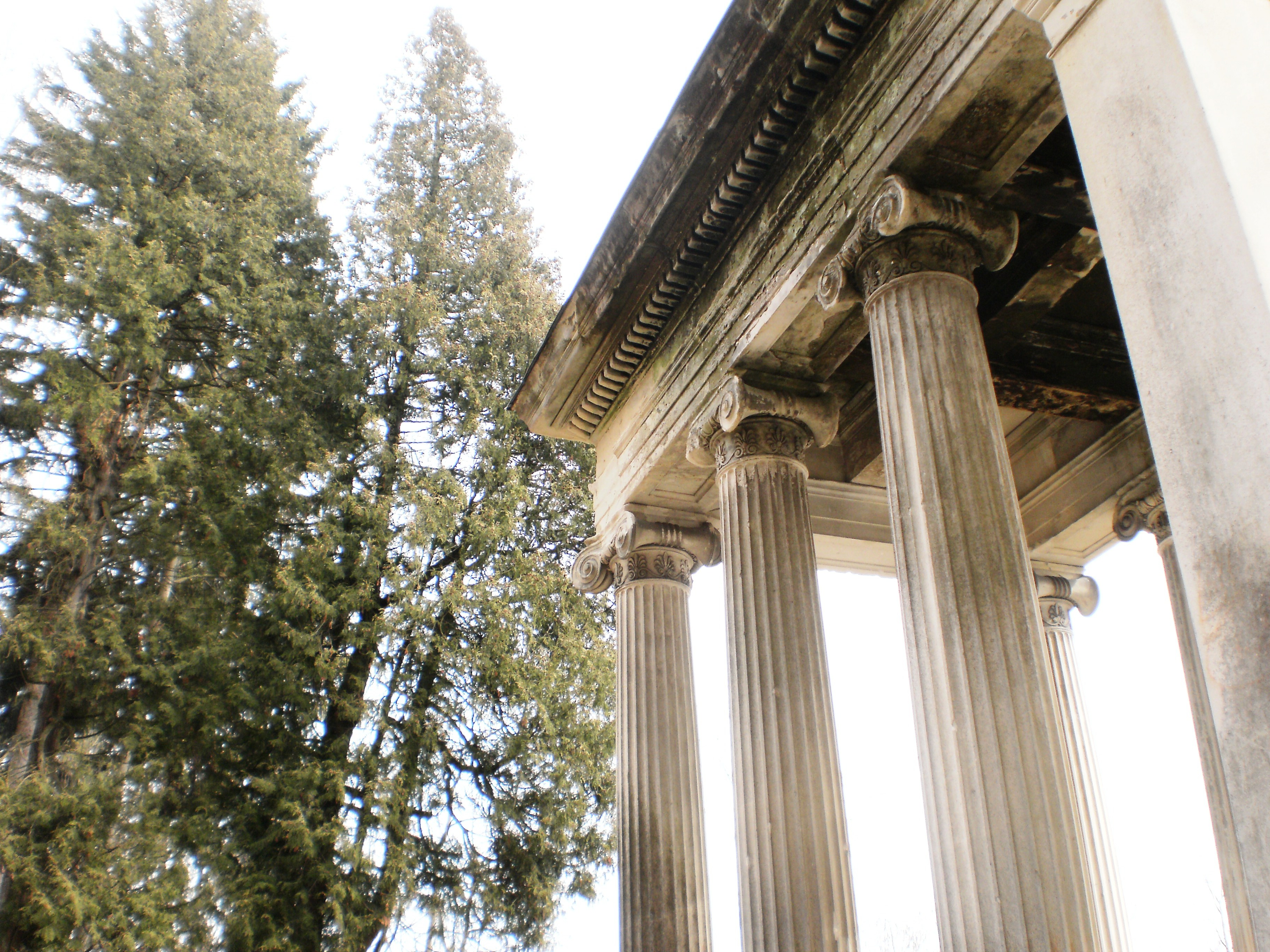
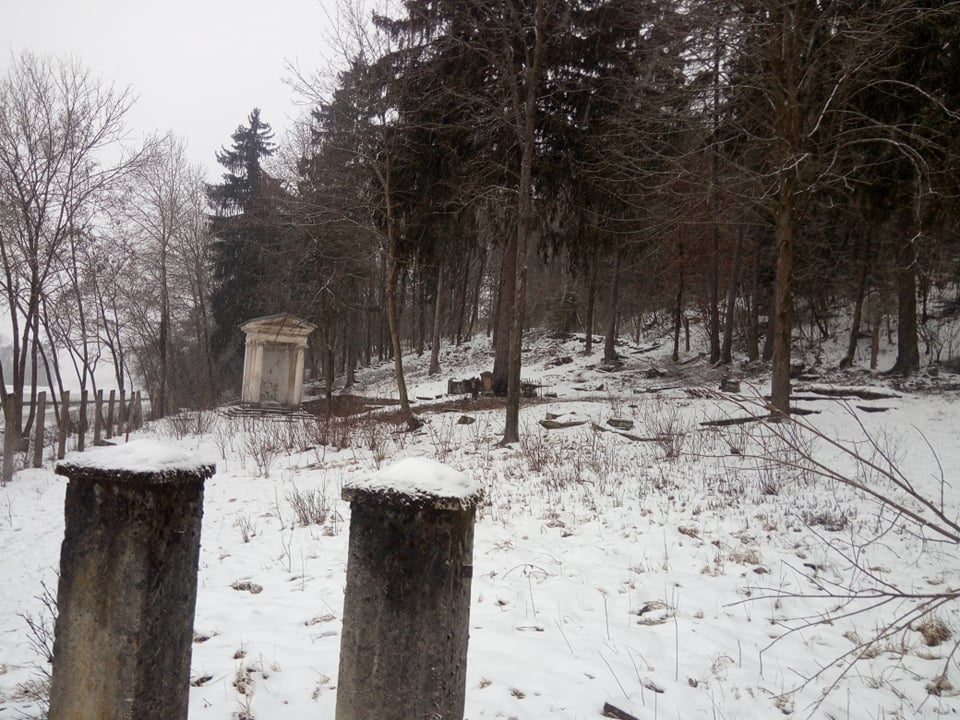
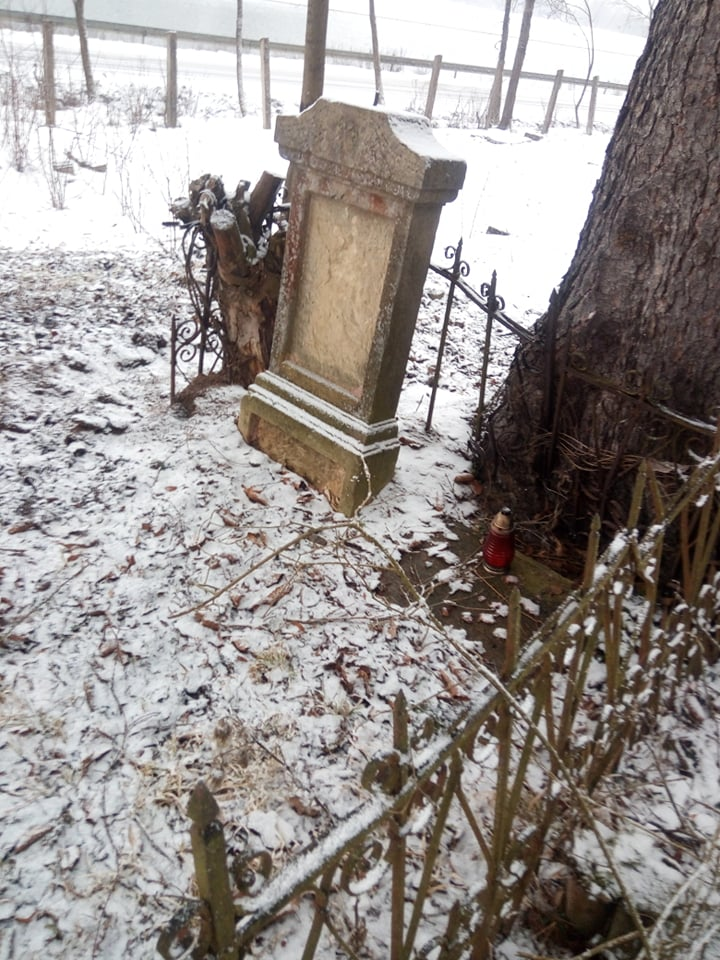
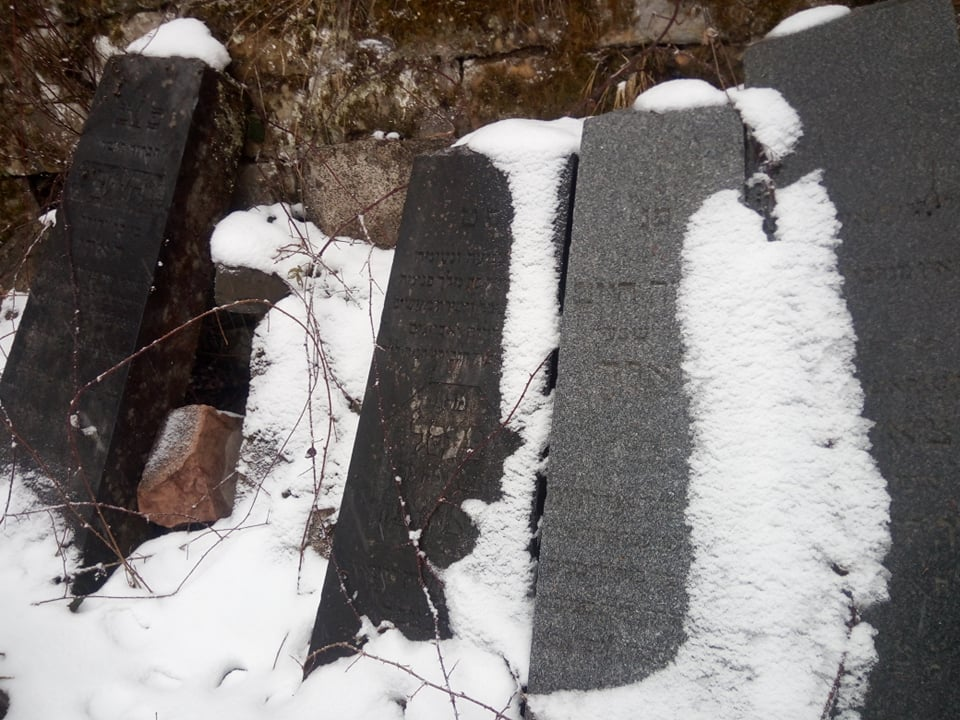